# Tyrrell 021
La Tyrrell 021 è una vettura di Formula 1 del team Tyrrell che corse nella seconda parte stagione 1993. 
Era guidata da Ukyo Katayama e Andrea De Cesaris. Progettata  da  Mike Coughlan, sotto la supervisione di Harvey Postlethwaite  la vettura non migliorò i risultati dell'antenata e chiuse la stagione senza conquistare alcun punto iridato.

## Risultati
| Anno | Vettura | Motore     | Gomme | Piloti     |  |  |  |  |  |  |  |  |    |     |    |     |    |     |     |     |  |  |  |  |  |  |  |  | Punti | Pos. |
| ---- | ------- | ---------- | ----- | ---------- |  |  |  |  |  |  |  |  | -- | --- | -- | --- | -- | --- | --- | --- |  |  |  |  |  |  |  |  | ----- | ---- |
| 1993 | 021     | Yamaha V10 | G     | Katayama   |  |  |  |  |  |  |  |  |    | Rit | 10 | 15  | 14 | Rit | Rit | Rit |  |  |  |  |  |  |  |  | 0     | NC   |
| 1993 | 021     | Yamaha V10 | G     | De Cesaris |  |  |  |  |  |  |  |  | NC | Rit | 11 | Rit | 13 | 12  | Rit | 13  |  |  |  |  |  |  |  |  | 0     | NC   |